# Spilauer Stock
Spilauer Stock är en bergstopp i Schweiz.   Den ligger i kantonen Uri, i den centrala delen av landet, 90 km öster om huvudstaden Bern. Toppen på Spilauer Stock är 2 141 meter över havet, eller 1 meter över den omgivande terrängen. Bredden vid basen är 0,13 km.
Terrängen runt Spilauer Stock är huvudsakligen bergig, men den allra närmaste omgivningen är kuperad. Närmaste större samhälle är Schwyz, 11,7 km norr om Spilauer Stock. 
I omgivningarna runt Spilauer Stock växer i huvudsak blandskog. Runt Spilauer Stock är det glesbefolkat, med 9 invånare per kvadratkilometer.